# Joseph Thomas McGucken
Joseph Thomas McGucken (Los Angeles, 13 marzo 1902 – San Francisco, 6 ottobre 1983) è stato un arcivescovo cattolico statunitense.

## Biografia
Monsignor Joseph Thomas McGucken nacque a Los Angeles il 13 marzo 1902 da Joseph A. McGucken e Mary Agnes (nata Flynn).

### Formazione e ministero sacerdotale
Frequentò la John H. Francis Polytechnic High School. Studiò poi ingegneria all'Università della California a Los Angeles per due anni prima di iniziare gli studi per il sacerdozio al seminario "San Patrizio" di Menlo Park. Proseguì gli studi presso il Pontificio collegio americano del Nord a Roma dove nel 1928 conseguì il dottorato in teologia.
Il 15 gennaio 1928 a Roma fu ordinato presbitero per la diocesi di Los Angeles-San Diego. Dopo il suo ritorno in patria servì come segretario di monsignor John Joseph Cantwell dal 1929 al 1938. Nel 1937 papa Pio XI lo nominò cameriere pontificio. Fu quindi cancelliere arcivescovile dal 1938 al 1948. Nel 1939 papa Pio XII lo nominò prelato domestico.

### Ministero episcopale
Il 4 febbraio 1941 da papa Pio XII lo nominò vescovo ausiliare di Los Angeles e titolare di Sanavo. Ricevette l'ordinazione episcopale il 19 marzo successivo dall'arcivescovo metropolita di Los Angeles John Joseph Cantwell, co-consacranti il vescovo di Tucson Daniel James Gercke e quello di Monterey-Fresno Philip George Scher. In aggiunta ai suoi doveri episcopali prestò servizio come parroco della parrocchia di Sant'Andrea a Pasadena dal 1944 al 1955 e vicario generale dell'arcidiocesi dal 1948 al 1955.
Il 26 ottobre 1955 papa Pio XII lo nominò vescovo coadiutore di Sacramento. La parrocchia di Sant'Andrea offrì al vescovo McGucken una festa di gala di addio nell'Auditorium di Pasadena che vide un'esibizione di Dennis Day, di diversi cori e la presenza dell'Army color guard. Il 14 gennaio 1957 succedette a Robert John Armstrong nella medesima sede. Nei suoi cinque anni da vescovo autorizzò lo sviluppo di 9 parrocchie, 3 scuole superiori, 33 nuovi edifici ecclesiastici e un seminario minore.
Il 19 febbraio 1962 papa Giovanni XXIII lo nominò arcivescovo metropolita di San Francisco. Prese possesso dell'arcidiocesi il 3 aprile successivo. Il 13 maggio di quell'anno il papa divise l'arcidiocesi ed eresse le diocesi di Oakland, di Santa Rosa in California e Stockton. Il suo ex compagno di classe al Pontificio collegio americano del Nord Floyd Lawrence Begin, vescovo ausiliare di Cleveland, venne nominato primo vescovo di Oakland. Il vescovo ausiliare di San Francisco Hugh Aloysius Donohoe divenne primo vescovo di Stockton. Al cancelliere dell'arcidiocesi di San Francisco, monsignor Leo Thomas Maher, venne assegnata la diocesi di Santa Rosa in California.

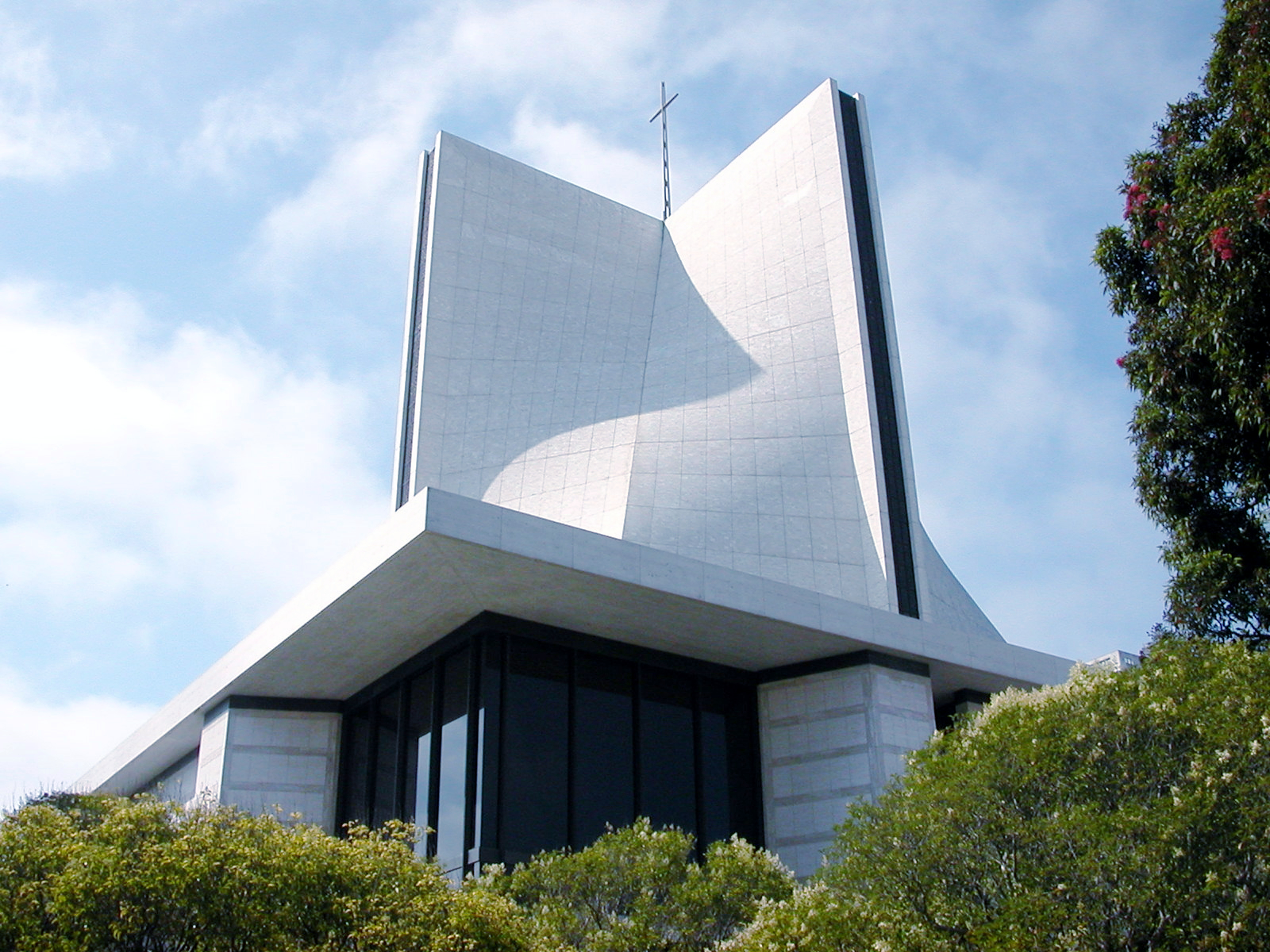
La nuova cattedrale di Santa Maria Assunta.

Durante il suo primo anno da arcivescovo, la cattedrale di Santa Maria, costruita nel 1891, fu distrutta da un incendio. L'arcivescovo McGucken riunì i suoi consulenti per iniziare il processo di pianificazione e costruzione di una nuova cattedrale. Il critico di architettura Allan Temko sosteneva una nuova e audace cattedrale che riflettesse lo status di San Francisco di importante centro urbano internazionale. Monsignor McGucken aggiunse alla sua squadra due architetti di fama internazionale: l'italiano Pietro Belluschi, decano della scuola di architettura del Massachusetts Institute of Technology, incaricato dei progetti, e Pier Luigi Nervi, ingegnere di Roma, che si occupò delle problematiche strutturali. Monsignor McGucken era a Roma per il Concilio Vaticano II mentre la nuova cattedrale veniva progettata. Il design sorprendentemente moderno del nuovo edificio venne accolto con grande favore e venne definita "la prima cattedrale veramente del nostro tempo e in armonia con le riforme liturgiche del Concilio". Il nuovo edificio venne consacrato nel 1970.

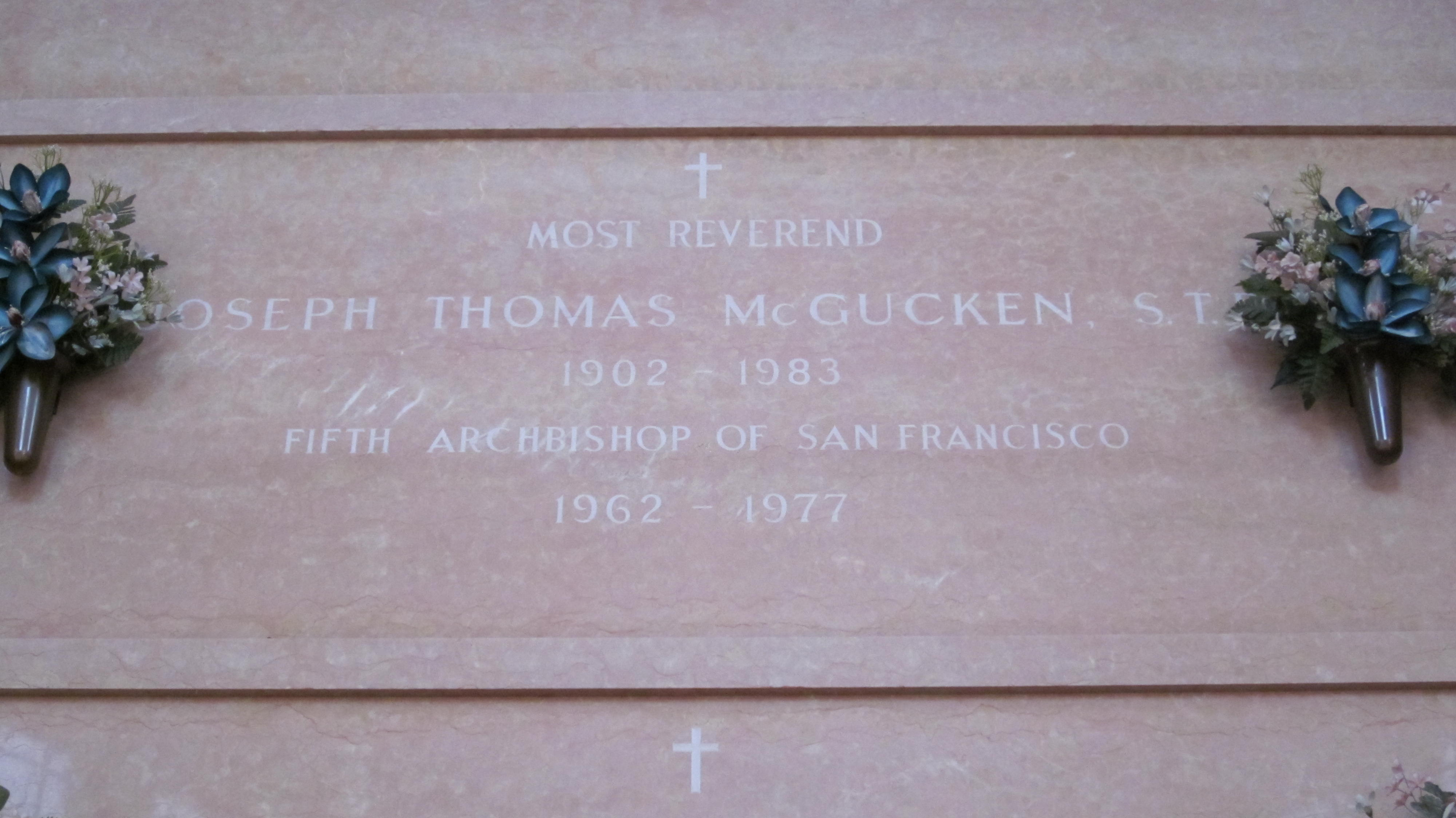
Tomba di monsignor Joseph Thomas McGucken nella cappella degli arcivescovi dell'Holy Cross Catholic Cemetery di Colma.

Durante il suo mandato, l'arcidiocesi di San Francisco visse un tragico incendio che vide la morte di 75 parrocchiani della chiesa di Tutti i Santi durante un ballo cerimoniale samoano per il festival annuale della parrocchia.
Nel 1966 monsignor McGucken espresse pubblicamente il suo sostegno agli sforzi di César Chávez per organizzare i braccianti agricoli che lavoravano nei vigneti della California e che affermava che "i dirigenti della Chiesa dovrebbero iniziare a cercare altri mezzi finanziari per attuare le loro teorie radicali".
Venne nominato assistente al Soglio Pontificio.
Il 16 febbraio 1977 papa Paolo VI accettò la sua rinuncia al governo pastorale dell'arcidiocesi per raggiunti limiti di età.
Morì al St. Mary Hospital di San Francisco il 6 ottobre 1983 all'età di 81 anni per una malattia polmonare. Dopo le esequie la salma fu tumulata nella cappella degli arcivescovi dell'Holy Cross Catholic Cemetery di Colma.

## Genealogia episcopale e successione apostolica
La genealogia episcopale è:
- Cardinale Scipione Rebiba
- Cardinale Giulio Antonio Santori
- Cardinale Girolamo Bernerio, O.P.
- Arcivescovo Galeazzo Sanvitale
- Cardinale Ludovico Ludovisi
- Cardinale Luigi Caetani
- Cardinale Ulderico Carpegna
- Cardinale Paluzzo Paluzzi Altieri degli Albertoni
- Papa Benedetto XIII
- Papa Benedetto XIV
- Papa Clemente XIII
- Cardinale Bernardino Giraud
- Cardinale Alessandro Mattei
- Cardinale Pietro Francesco Galleffi
- Cardinale Giacomo Filippo Fransoni
- Cardinale Carlo Sacconi
- Cardinale Edward Henry Howard
- Cardinale Mariano Rampolla del Tindaro
- Cardinale Rafael Merry del Val
- Cardinale Giovanni Vincenzo Bonzano
- Arcivescovo Edward Joseph Hanna
- Arcivescovo John Joseph Cantwell
- Arcivescovo Joseph Thomas McGucken

La successione apostolica è:
- Cardinale Timothy Finbar Manning (1946)
- Vescovo Mark Joseph Hurley (1968)
- Vescovo Norman Francis McFarland (1970)